# 内野優
内野 優（うちの まさる、1955年〈昭和30年〉10月13日 - ）は、日本の政治家。神奈川県海老名市長（6期）。元・海老名市議会議員（4期）。

## 来歴
神奈川県海老名市河原口出身。海老名町立有鹿小学校、海老名町立海老名中学校、神奈川県立厚木高等学校卒業。1978年（昭和53年）3月、専修大学法学部法律学科卒業。同年4月、海老名市役所へ入庁。
1983年（昭和58年）、海老名市議会議員に就任。以後市議を4期務める。
1999年（平成11年）11月14日、改正公職選挙法により海老名市長・市議選挙が同日に実施される。内野は市長選挙に挑むも現職の亀井英一に敗れる。
2003年（平成15年）11月9日に行われた海老名市長選挙に無所属で出馬。海老名市議の三田高司と元衆議院議員秘書の堀誠らを相手に激戦を制し初当選した（内野：23,159票、三田：23,110票、堀：13,217票）。投票率は66.5％。12月24日、市長就任。
2007年、2011年、2015年に海老名市長選で再選されている。
2019年の市長選で経営コンサルタントの氏家秀太、NHKから国民を守る党党首で前参議院議員の立花孝志ら2人を破り5選（内野：32,083票、氏家19,239票、立花：2,090票）。投票率は51.04%。
2023年の市長選も2度目の挑戦だった氏家を破り6選（内野：32,675票、氏家：19,618票）。投票率は47.26%。

## 市政
新型コロナウイルス対策
2020年（令和2年）5月11日、新型コロナウイルス対策の財源に充てるため、自身の6月期末手当を30％減額する条例案を市議会臨時会に提出した。副市長と教育長については20％減額する。同日、同条例案は可決された。
同年11月30日、さらなる財源確保のため、自身の2021年（令和3年）4月から2022年（令和4年）3月までの月額給与を10パーセント減額する条例案を市議会定例会に提出した。副市長と教育長については同期間5パーセント減額する。また、同期間における職員の地域手当の支給率を12％から11％に引き下げる。同日、これらの条例案は賛成多数で可決された。
その他
- 2015年（平成27年）5月18日、海老名市は北海道登別市との間で姉妹都市の締結を行った[10]。